# Diecezja Koforidua
Diecezja  Koforidua – diecezja rzymskokatolicka w Ghanie. Powstała w 1992.

## Biskupi diecezjalni
- Abp Charles Palmer-Buckle (1992–  2005)
- Bp Joseph Afrifah-Agyekum (od 2006)